# Набивная ткань
Набивна́я ткань — ткань, поверхность которой украшена печатным рисунком. Первоначально набивная ткань вырабатывалась ручным способом — набивкой (набойкой). Впоследствии термин «Набивная ткань» стали применять также для тканей, на которых рисунок наносится тканепечатающими машинами.

## История
Искусство набойки, по мнению исследователей, зародилось в Индии, где издревле развито культивирование хлопка и не было недостатка в природных красителях. Об индийских набивных тканях упоминают Страбон и другие римские авторы. Производство набивных тканей распространилось по другим странам Азии и Африки. Особенно прославилась египетская набойка, Плиний Старший в «Естественной истории» описывает способ нанесения египтянами краски на ткани с помощью воскового резервирующего состава.

### Европа. Средние века
Известно, что первые европейские набивные ткани появились в Италии. О способе окрашивания ткани «набивным трафаретом» рассказывает Ченнино Ченнини в «Трактате о живописи» (конец XIV века), рекомендующий набивные ткани для шитья детской одежды и церковных аналоев. Ченнини сообщает о набивке узоров по цветным фонам с дорисовкой деталей вручную кистью. Итальянские набойщики ткани входили в гильдии живописцев. 
В XIV—XV веках набойки стали изготавливаться и в Германии. Так как в Германии шёлковых тканей выделывалась очень мало, а привозные итальянские стоили дорого, местные набивные ткани из-за своей дешевизны пользовались популярностью. Судя по немецкому трактату (конец XV — начало XVI века), особое внимание уделялось изготовлению набоек с серебряными и золотыми узорами (рисунок, набитый чёрной клеевой краской покрывался серебряным или золотым порошком, иногда на него наносили толчёное стекло), так как они заменяли дорогие шёлковые ткани. Выполнялись также набойки в несколько цветов масляной краской. Поначалу набойки производились в монастырях (в основном Нижнерейнской области) и лишь позднее их изготовлением занялись городские ремесленники. Немецкие набойки выполнялись как по льну, так и по привозным однотонным тканям (тафте, атласу). При изготовлении ранних немецких набоек применялись небольшие деревянные штампы, иногда узор набивался несколькими досками.
Все сохранившиеся образцы средневековых набоек исследователи условно делят на произведённые в Германии (Рейнская область) и «интернациональные» (большей частью итальянские, а также происходящие из Нидерландов и других стран). Итальянские набойки отличаются от немецких, выполненных на дорогих материях, в то же время для них характерна тонкая проработка рисунка, более сложные композиции.
С середины XIV века появляются набивные ткани с сюжетными композициями (в том числе изображениями библейских эпизодов.)

### Новое время
В конце XVIII века швейцарец Кристоф-Филипп Оберкампф значительно усовершенствовал механический способ печати на тканях. Для печати стали использовать медные гравированные доски с углубленным рисунком, более качественной стала и печать с цилиндрического вала.
Главная опасность для набивных тканей — выцветание рисунка под воздействием солнечных лучей и линька при стирке, если для набойки применяются нестойкие красители.